# Чорнії брови, карії очі
«Чорнії брови, карії очі» — відомий романс, який здебільшого вважають українською народною піснею.
Текст романсу має в своїй основі текст поезії «До карих очей» авторства відомого перекладача, фольклориста, педагога, одного з кращих знавців української мови і літератури — Костянтина Даниловича Думитрашка (1814–1886).

## Сучасний текст
(наведений нижче текст не є ані посиланням, ані зображенням, ані мультимедійним файлом).
Чорніï брови, каріï очі,
Темні, як нічка, ясні, как день!
Ой, очі, очі, очі дівочі,
Де ж ви навчились зводить людей?
--
Вас i немає, а ви мов тута,
Світите в душу, як дві зорі.
Чи в вас улита якась отрута,
Чи, може, справді ви знахарі?
--
Чорніï брови — стрічки шовкові,
Все б тільки вами я любувавсь.
Каріï очі, очі дівочі,
Все б тільки я дивився на вас!
--
Чорніï брови, каріï очі!
Страшно дивиться під час на вас:
Не будеш спати нi вдень, нi вночі,
Все будеш думать, очі, про вас.
--
Два останні рядки кожного куплету повторюються